# سبدک خوشبختی
سبدک خوشبختی (نام علمی: Corbicula fluminea) نام یک گونه از سرده سبدک است.